# Tourrette-Levens
Tourrette-Levens település Franciaországban, Alpes-Maritimes megyében. Lakosainak száma 4633 fő (2022. január 1.). Tourrette-Levens Aspremont, Bendejun, Cantaron, Castagniers, Châteauneuf-Villevieille, Falicon, Levens, Nizza, Saint-André-de-la-Roche és Saint-Blaise községekkel határos.

## Népesség
A település népessége az elmúlt években az alábbi módon változott:
| Lakosok száma | 2650 | 3004 | 3412 | 4639 | 4794 | 4877 | 4951 | 5013 | 4887 | 4633 |
|               | 1968 | 1982 | 1990 | 2006 | 2013 | 2015 | 2017 | 2019 | 2020 | 2022 |